# كأس نيوزيلندا 1953
كأس نيوزيلندا 1953 (بالإنجليزية: 1953 Chatham Cup)‏ هو موسم من كأس نيوزيلندا. فاز فيه Eastern Suburbs AFC ‏.